# Jayson Leutwiler
Jayson Leutwiler (* 25. April 1989 in Neuchâtel) ist ein Fussballspieler schweizerischer und kanadischer Herkunft.

## Karriere

### Vereine
Leutwiler startete seine Karriere in der Jugendabteilung des FC Cornaux und ging später zu Neuchâtel Xamax. Der Torhüter spielte von 2005 bis 2011 (mit Unterbruch) in der U-21-Mannschaft des FC Basel.
Von Juli bis Dezember 2007 wurde er in die Challenge League zum FC Concordia Basel ausgeliehen. Dort wurde er in keinem Spiel eingesetzt und kehrte wieder nach Basel zurück. Im Juli 2009 wechselte er als Leihspieler bis zum Saisonende zum Yverdon-Sport FC, wo er seine ersten Einsätze als Profi erhielt und mit Yverdon als Neunter den Ligaerhalt erreichte. Leihstationen beim FC Wohlen und beim FC Schaffhausen folgten.
Am 14. August 2012 wurde bekannt, dass Leutwiler zum FC Middlesbrough in die Football League Championship wechselt, die zweithöchste Liga Englands. Er spielte sein Mannschaftsdebüt beim 3:1-Auswärtssieg gegen Preston North End im Drittrundenspiel des League Cup am 25. September 2012. in Middlesbrough blieb er zwei Jahre und wechselte 2014 zu Shrewsbury Town in die englische vierthöchste Liga. Mit 118 Einsätzen absolvierte er dort bisher seine meisten Spiele.
Ab 2017 spielte Leutwiler drei Jahre bei den Blackburn Rovers, wo er allerdings nur zu sechs Einsätzen kam. Zur zweiten Jahreshälfte 2020 wechselte er für ein halbes Jahr zu Fleetwood Town, anschliessend ebenfalls halbjährig zu Huddersfield Town und im Juli 2021 zu Oldham Athletic.
Seit 1. Juli 2023 ist er bei Port Vale unter Vertrag.

### Nationalmannschaften
Leutwiler hatte in den Jahren 2008 bis 2010 vier Nominierungen und drei Einsätze in der Schweizer U-20-Nationalmannschaft und während 2009 hatte er drei Nominierungen für die Schweizer U-21-Nationalmannschaft, blieb jedoch ohne Einsatz.
2016 feierte er sein Debüt für die kanadische Nationalmannschaft, wo er insgesamt drei Einsätze erhielt.

## Erfolge
FC Basel
- Schweizer Meister: 2007/08[5]